# Карабчиев
Карабчи́ев (укр. Карабчиїв) — село на Украине, основано в 1611 году, находится в Ружинском районе Житомирской области. Расположено на реке Раставице.
Код КОАТУУ — 1825283801. Население по переписи 2001 года составляет 768 человек. Почтовый индекс — 13630. Телефонный код — 4138. Занимает площадь 2,809 км².

## История
Карабчиев, село в Житомирской области. На левом берегу реки Раставицы расположено подчетырехугольное (100 x 70 м) городище, несколько вытянутое. Сохранились ров (глуб. 4 м, шир. 10 м), а также следы вала. Среди подъемного материала — древнерусская гончарная керамика XII—XIII вв. и обломки позднесредневековой посуды. Около городища расположено несколько открытых селищ.

## Адрес местного совета
13630, Житомирская область, Ружинский р-н, с.Карабчиев, ул.Кооперативная, 55

## Известные жители и уроженцы
- Ковальчук, Николай Сергеевич (1928—1971) — Герой Социалистического Труда.